# NF (rapper)
NF (reso graficamente ИF), pseudonimo di Nathan John Feuerstein (Gladwin, 30 marzo 1991), è un rapper e compositore statunitense.
Raggiunge la notorietà internazionale nel 2017 con l'album Perception, numero uno nella Billboard 200, e in particolare con il singolo Let You Down, sestuplo platino negli Stati Uniti.
Una delle peculiarità dei testi di NF è l'assenza di turpiloquio, scelta stilistica legata alla sua fede cristiana. Tuttavia l'artista si identifica come un cristiano che fa il rapper e non come un "rapper cristiano" (nell'accezione di christian rapper), poiché la sua produzione non tratta temi religiosi, ma piuttosto esprime personali emozioni e pensieri legati alle proprie dolorose esperienze di vita, con cui l'ascoltatore ateo, cristiano o di qualsiasi altra religione può rapportarsi.

## Biografia
Nathan John Feuerstein nasce a Gladwin, in Michigan, il 30 marzo 1991. I genitori divorziano quando è ancora piccolo. Nathan e le due sorelle vengono cresciuti dalla madre, finché un compagno della donna abusa di loro fisicamente e psicologicamente e il tribunale affida la loro custodia al padre.
Nel 2009, quando Nathan ha 18 anni, la madre muore improvvisamente per un'overdose di farmaci oppioidi, da cui era dipendente da anni. La tragedia lo segna profondamente e gli fa ripromettere di non assumere mai droghe e non sviluppare mai dipendenze, contro le quali infatti si schiera apertamente nei suoi brani. In memoria della madre scriverà in seguito i brani How Could You Leave Us e MAMA.
Ha frequentato la Gladwin High School, dove si è diplomato nel 2009. Ha giocato per anni nella squadra di basket della sua scuola.

## Carriera
La carriera musicale di NF ha inizio nel 2008, quando prende parte e si piazza al secondo posto al Fine Arts Festival organizzato da Connection Church a Canton, in Michingan, facendosi conoscere per i suoi brani gospel. Nel 2010 pubblica indipendentemente, con il nome di Nate Feuerstein, l'album di esordio Moments.
Il 2 agosto 2011, con l'aiuto del produttore e cantautore Tommee Profitt, pubblica Alone, il suo primo singolo, che attira l'attenzione dell'etichetta discografica Xist Music (partner del Malaco Music Group), con la quale nel 2012 firma un contratto e pubblica il suo primo EP, I'm Free, con lo pseudonimo di NF (iniziali del proprio nome e cognome). L'EP è composto da nove tracce, tra cui il brano Alone in versione originale e in un'altra versione, esclusiva per l'EP, che vede la partecipazione di Sean Simmonds.
Nello stesso periodo inizia a lavorare su un secondo EP, intitolato NF, che tuttavia non pubblicherà fino al 2014, a causa di una disputa legale insorta con la Xist Music, che sarà motivo della separazione dell'artista dall'etichetta. Nel 2013 pubblica indipendentemente il singolo Beautiful Addiction, in collaborazione con Profitt, Brady Schmitz e Danielle Swift.
Nel 2014 firma un contratto con la casa discografica Capitol CMG Archiviato il 23 maggio 2021 in Internet Archive. e pubblica l'EP NF scritto due anni prima, che gli permette di entrare per la prima volta nelle classifiche della rivista Billboard, raggiungendo la dodicesima posizione tra i Top Christian Albums, la quarta tra i Top Gospel Albums e la quindicesima tra i Top Rap Albums.
L'anno seguente esce il suo primo album ufficiale, Mansion, da cui vengono estratti i singoli Wait e Wake Up, che suggellano la sua notorietà sulla scena musicale statunitense.
Nel 2016 esce Therapy Session, album che, nonostante le peculiarità stilistiche, che alternano brani aggressivi e hardcore ad altri più melodici e dai tratti pop, l'insormontabile stile malinconico ed anche aggressivo e crudo nel modo di trattare determinare argomenti delicati, come la canzone che dà titolo all'album Therapy Session, specializza sempre di più il suo talento e le sue scelte artistiche che col tempo gli permettono di riservargli un lungo cammino verso la fama che otterrà in futuro.
L'opera vince il GMA Dove Award 2016 come miglior album rap/hip hop dell'anno e uno dei suoi singoli, I Just Wanna Know, non vince ma è tra i nominati come miglior singolo rap/hip hop dell'anno; in seguito, un altro singolo tratto dallo stesso album, Oh Lord, vince il GMA Dove Award 2017 come miglior pezzo rap/hop registrato in studio.
Nell'ottobre 2017 NF pubblica il suo terzo album, Perception, anticipato dai singoli Outro e Outcast, con cui l'artista si impone a livello internazionale. Il disco raggiunge la prima posizione nella Billboard 200 e il singolo Let You Down viene diffuso in numerose stazioni radiofoniche nel mondo, incluse quelle italiane. A seguito del successo dell'opera, nel 2018 NF intraprende un tour mondiale, che in aprile dello stesso anno fa tappa anche a Milano.
Nel 2019 Perception riceve la certificazione di disco di platino dalla RIAA.
Dopo circa un anno di pausa dall'ultimo lavoro, a maggio 2019 NF rompe il silenzio pubblicando il singolo The Search, a cui a luglio 2019 segue l'omonimo album, anticipato nello stesso mese da un secondo singolo, Time.
Con questo nuovo album, NF raggiunge la vetta delle classifiche Billboard 200 e Billboard Artist 100 e, come già accaduto in precedenza con Let you down, i nuovi singoli Time e The search hanno un buon riscontro anche oltreoceano, ottenendo entrambi la certificazione di disco di platino della RIAA, rispettivamente a gennaio e settembre 2020.
NF ha collaborato con vari noti artisti della scena rap/hip hop statunitense, sia di ambito cristiano che secolare, e partecipato a loro brani, come ad esempio Start Over di Flame, Til the Day I Die di TobyMac ed Epiphany di Futuristic.
La sua canzone Intro è inclusa nella colonna sonora del videogioco Madden NFL 16.

## Vita privata
Da settembre 2018 è sposato con Bridgette Doremus, instagrammer di successo, attiva nel campo dell'health coaching e del fitness, da cui ha avuto un figlio il 13 agosto 2021.

## Discografia

### Album in studio
- 2010 – Moments
- 2015 – Mansion
- 2016 – Therapy Session
- 2017 – Perception
- 2019 – The Search
- 2023 – Hope

### EP
- 2012 – I'm Free
- 2014 – NF

### Mixtape
- 2021 – Clouds

### Singoli
- 2015 – Intro
- 2015 – Wait
- 2015 – All I Have
- 2015 – Paralyzed
- 2016 – Intro 2
- 2016 – I Just Wanna Know
- 2016 – Real
- 2016 – Warm Up
- 2016 – Outro
- 2016 – Green Lights
- 2017 – Let You Down
- 2018 – No Name
- 2018 – Lie
- 2018 – Why
- 2019 – If You Want Love
- 2019 – The Search
- 2019 – When I Grow Up
- 2019 – Time
- 2019 – Leave Me Alone
- 2019 – Paid My Dues
- 2020 – Chasing
- 2021 – Clouds
- 2021 – Lost
- 2023 – Hope
- 2023 – Motto
- 2023 – Happy